# Polonica.net
Polonica.net – skrajnie nacjonalistyczny portal internetowy działający w latach 2002–2010, firmowany przez Katolicko-Narodowy Ruch Oporu Kontrjudaizacji i Kontrdepolonizacji, Polski Związek Patriotyczny i Ogólnoświatowy Ruch Katolickiej Awangardy Narodowej.

## Publikowane treści
Na stronach portalu znajdowało się kilkadziesiąt artykułów (autorem ich był m.in. ksiądz Henryk Jankowski) propagujących treści antysemickie oraz Lista Żydów, do której twórcy strony zaliczyli m.in. Donalda Tuska, Ludwika Dorna, Lecha Kaczyńskiego, Lecha Wałęsę, Adama Michnika, Monikę Olejnik, Sebastiana Imbierowicza, czy nawet Dorotę Rabczewską, Gosię Andrzejewicz, Jolantę Rutowicz i innych, przy czym niektóre krótkie biogramy odsyłają do innych, obszerniejszych. Tak jest np. w przypadku Tadeusza Mazowieckiego czy Adama Michnika, który ma biogram zaczerpnięty z dwóch książek Jerzego Roberta Nowaka.
Autorzy strony przyznawali, że pochodzenie większości osób było ustalane z postawy, powiązań, działalności, dokonań i wypowiedzi.
Na podstawie listy zaprezentowano w Koszalinie plakat „Żydzi won z katolickiego kraju” mający zachęcać do obejrzenia wystawy na temat antysemityzmu, który spowodował duże kontrowersje i doprowadził do przedwczesnego zamknięcia ekspozycji przez policję.
Redaktorzy portalu sprzeciwiali się kanonizacji Jana Pawła II. Na głównej stronie portalu można było przeczytać: z przykrym niesmakiem Prawdy, musimy stwierdzić, że Jan Paweł II zasługuje jedynie na miano „Wielkiego Żyda”, lub „Wielkiego Rabina Rzymu” – za całokształt, ale broń Panie Boże, z całą pewnością nie, na pewno nie świętego, nie na świętego Kościoła katolickiego! To JPII zjudeizował Rzymsko-Katolicki Kościół, to JPII dopuścił do wielu odstępstw i herezji, do panoszenia się żydostwa i żydzizmów w Kościele.
W sekcji „Czerwone żydorysy” publicyści witryny przygotowali „prawdziwe życiorysy” polskich polityków, łącznie z ich „faktycznymi”, żydowskimi nazwiskami. Przykładowo, były prezydent Aleksander Kwaśniewski określany był jako „Izaak Stoltzman”. Jacek Kuroń, „prawdziwe” nazwisko Icek Kordblum uważany był za „wroga nr 1”, polskości, stalinowca, fanatycznego komunistę, alkoholika, świnię Orwellowską” itd.

## Główna teza
Dominantą tematyczną serwisu było stwierdzenie, że polska polityka i gospodarka zostały opanowane przez osoby pochodzenia żydowskiego. Osoby te dążą do zniszczenia polskiej tradycji, a także zdecydowanie opowiadają się przeciw konserwatyzmowi obyczajowemu i silnej pozycji Kościoła katolickiego. To, zdaniem autorów, sprawia, że osoby pochodzenia żydowskiego stanowią główne zagrożenie dla Polski, dlatego też autorzy opowiadają się za „wygnaniem Żydów z kraju”.
Osoby tworzące serwis wycofały poparcie dla takich organizacji jak Narodowe Odrodzenie Polski (oskarżenie o „kryptożydowstwo, quasi i kryptonazizm, żydowskie przywództwo”) czy Liga Polskich Rodzin (oskarżenie o „pro-rosyjskość, pro-UE, filosemityzm i powiązania z kryptomasońską lożą Opus Dei”).

## Zamknięcie portalu
Mimo rozpoczęcia śledztwa ws. strony przez wydział wywiadu kryminalnego łódzkiej Komendy Wojewódzkiej Policji (m.in. na podstawie Art. 256 i Art. 257 Kodeksu Karnego), ewentualne zatrzymanie autorów i zamknięcie strony było utrudnione ze względu na to, że strona znajdowała się na amerykańskim serwerze. W 2010 roku strona została zawieszona.